# Full Speed
Pour les articles homonymes, voir Full et Speed.
Pour plus de détails, voir Fiche technique et Distribution.
Full Speed est un film américain réalisé par Richard Thorpe, sorti en 1925.

## Synopsis
John Garfield, un riche banquier, voyage dans l'Ouest avec sa sœur Matilda et sa fille Helen dans le but d'acheter le ranch de Bill "Rawhide" Rogers. Font aussi partie du voyage Claypool, le conseiller financier de Garfield, et un des prétendants d'Helen. Ils vont bientôt être confrontés aux dangers de l'Ouest, lorsque Garfield est enlevé et qu'une rançon est demandée. Ce que ne sait pas Helen, c'est que Claypool est à l'origine de cet enlèvement. Bill, qui est tombé amoureux d'Helen, lui dit de ne pas payer la rançon, mais elle aussi est enlevée. Bill part à leur recherche et les retrouve dans une grotte. Il fait face aux ravisseurs, démasque Claypool et, de retour au ranch, Garfield accepte de laisser Helen épouser Bill.

## Fiche technique
- Titre original : Full Speed
- Réalisation : Richard Thorpe
- Scénario : Betty Burbridge[1], d'après une histoire de Lloyd Ingraham[2]
- Photographie : Ray Ries
- Co-Production : William T. Lackey, Lester F. Scott Jr.
- Société de production : Action Pictures
- Société de distribution : Weiss Brothers Artclass Pictures
- Pays de production :  États-Unis
- Langue originale : anglais
- Format : noir et blanc — 35 mm — 1,37:1 — Film muet
- Genre : Western
- Durée : 5 bobines - 1 442 m
- Date de sortie : 
  - États-Unis : 15 janvier 1925

## Distribution
- Buffalo Bill Jr. : Bill "Rawhide" Rogers
- Nell Brantley : Helen Garfield
- Harry Todd : Rusty Brown
- Lafe McKee : John Garfield
- Mildred Vincent : Matilda Garfield
- Jerome La Grasse : Claypool
- Lew Meehan : Spike Robbins
- Sam Blum : Ike Rosenblatt